# Atacamaørkenen
 "Atacama" omdirigeres hertil. For anden betydning, se Atacama (region).
Atacamaørkenen (spansk: Desierto de Atacama) er en ørken beliggende på et plateau i Sydamerika (for størsteparten i Chile), der dækker en landstribe på 1.000 km langs Chiles stillehavskyst vest for Andesbjergene. Det er den tørreste ørken i Verden og den eneste rigtige ørken, der har mindre nedbør end polarørkenerne. Det meste af ørkenen består af stenfyldt terræn, saltsøer og felsisk lava.
Det tørre klima er opstået som følge af de varme, fugtige vinde, der blæser mod vest hen over det sydlige Sydamerika. Disse vinde afgiver alt deres indhold af vand på vej op ad Andesbjergene. Når vinden blæser ned på vestsiden af Andesbjergene i Chile, er den meget tør og opvarmes på vej ned ad bjergene. Der findes mange mineralforekomster i området, blandt andet kobber og natriumnitrat. Verdens største kobbermine, Chuquicamata, ligger i Atacamaørkenen i en højde af knap 3.000 meter over havets overflade.
Sandets sammensætning i Atacamaørken minder om sandets beskaffenhed på Mars. Derfor bruger forskere ofte ørkenen til at simulere forholdene på Mars. Monturaqui er et meteorkrater med 370 m i diameter, hvor danske forskere har indsamlet meteoritter.
På grund af højden og den tørre luft er Atacamaørknen valgt til placering af astronomiske observatorier. Llano de Chajnantor Observatory er en samling store teleskoper: I en højde af 5.000 m over havets overflade ligger bl.a. radioteleskopet Atacama Large Millimeter Array, ALMA på Chajnantor-plateauet. I nærheden, ved Cerro Toco, i en højde af 5.190 meter ligger seks-meter-teleskopet Atacama Cosmology Telescope (ACT).